# اللغة الوسيطة العامة
اللغة الوسيطة العامة -و تسمى بالإنكليزية Common Intermediate Language أو (CIL) وتلفظ سيل أو كيل- كانت تسمى في السابق بلغة مايكروسوفت الوسيطة (Microsoft Intermediate Language - MSIL) هي لغة برمجة متدنية المستوى وقابلة للقراءة البشرية عُرّفت بواسطة توصيف سي إل آي وتستخدم في إطار عمل الدوت نت والمونو (Mono). اللغات التي تستهدف العمل في بيئة متوافقة مع اللغة الوسيطة العامة يتم ترجمتها إلى هذه اللغة. تعتبر اللغة الوسيطة العامة لغة كائنية تجميعية ومبنية بشكل كامل على استخدام المكدس.